# 戶越公園站
戶越公園站（日语：／ Togoshi-kōen eki */?）是一個位於東京都品川區戶越五丁目，屬於東急電鐵大井町線的鐵路車站。車站編號是OM03。

## 歷史
- 1927年（昭和2年）7月6日：蛇窪站隨目黑蒲田電鐵大井町線（大井町站 - 大岡山站間）啟用[1]。
- 1936年（昭和11年）1月1日：改稱戶越公園站[1]。
- 2013年（平成25年）2月24日：月台延長，本站解除選擇性車門操作[3]。

## 車站結構
本站是對向式月台2面2線的地面車站。兩月台皆有站房。
月台與檢票口之間有階梯與斜坡。兩月台之間沒有聯絡通道，無法站內移動。廁所在下行線側。
過去由於車站前後都有平交道，月台有效長度僅能停靠三輛編組，因此列車停靠本站時會採取選擇性車門操作只開啟部分車門，2013年2月平交道遷移後，月台往大井町方向延伸，同月24日起解除選擇性車門操作。此次工程也一併移動大井町側平交道。

### 月台配置
| 月台 | 路線     | 方向 | 目的地                               |
| ---- | -------- | ---- | ------------------------------------ |
| 1    | 大井町線 | 下行 | 旗之台、自由丘、二子玉川、溝之口方向 |
| 2    | 大井町線 | 上行 | 大井町方向                           |

（來源：東急電鐵:車站構內圖 （页面存档备份，存于））

## 使用情況
2016年度1日平均上下車人次為14,369人。
近年1日平均上下、上車人次如下表。
| 年度               | 1日平均 上下車人次 | 1日平均 上車人次 | 來源     |
| ------------------ | ------------------ | ---------------- | -------- |
| 1990年（平成02年） |                    | 9,225            | [ * 1 ]  |
| 1991年（平成03年） |                    | 9,322            | [ * 2 ]  |
| 1992年（平成04年） |                    | 9,030            | [ * 3 ]  |
| 1993年（平成05年） |                    | 8,923            | [ * 4 ]  |
| 1994年（平成06年） |                    | 8,534            | [ * 5 ]  |
| 1995年（平成07年） |                    | 8,332            | [ * 6 ]  |
| 1996年（平成08年） |                    | 7,863            | [ * 7 ]  |
| 1997年（平成09年） |                    | 7,748            | [ * 8 ]  |
| 1998年（平成10年） |                    | 7,430            | [ * 9 ]  |
| 1999年（平成11年） |                    | 7,128            | [ * 10 ] |
| 2000年（平成12年） |                    | 6,984            | [ * 11 ] |
| 2001年（平成13年） |                    | 6,839            | [ * 12 ] |
| 2002年（平成14年） | 13,106             | 6,641            | [ * 13 ] |
| 2003年（平成15年） | 13,229             | 6,683            | [ * 14 ] |
| 2004年（平成16年） | 13,297             | 6,641            | [ * 15 ] |
| 2005年（平成17年） | 13,160             | 6,598            | [ * 16 ] |
| 2006年（平成18年） | 13,208             | 6,619            | [ * 17 ] |
| 2007年（平成19年） | 13,365             | 6,658            | [ * 18 ] |
| 2008年（平成20年） | 13,097             | 6,529            | [ * 19 ] |
| 2009年（平成21年） | 12,867             | 6,408            | [ * 20 ] |
| 2010年（平成22年） | 12,810             | 6,367            | [ * 21 ] |
| 2011年（平成23年） | 12,815             | 6,369            | [ * 22 ] |
| 2012年（平成24年） | 13,139             | 6,529            | [ * 23 ] |
| 2013年（平成25年） | 14,752             | 7,329            | [ * 24 ] |
| 2014年（平成26年） | 14,102             | 7,003            | [ * 25 ] |
| 2015年（平成27年） | 14,227             |                  |          |
| 2016年（平成28年） | 14,369             |                  |          |

## 車站周邊
- 戶越公園（日语：戸越公園）：站名的由來。原為江戶時代的肥後國熊本藩細川家下屋敷。

### 政府、公共設施
- 文庫之森（日语：文庫の森）
- 品川区立豐圖書館（日语：品川区立図書館）
- 品川區立戶越體育館
- 豐兒童中心
- 南豐兒童中心
- 品川區豐銀髮中心
- 東京消防廳荏原消防署戶越出張所
- 荏原醫師會附屬診療所
- 品川區戶越台中學校溫水游泳池

### 教育機關
- 東京都立大崎高等學校（日语：東京都立大崎高等学校）
- 品川區立戶越小學校
- 品川區立大原小學校
- 品川區立豐葉之杜學園（日语：品川区立豊葉の杜学園）

### 郵局、金融機關
- 品川戶越郵便局
- 瑞穗銀行戶越支店
- 三井住友銀行ATM戶越公園出張所
- 三菱UFJ銀行ATM戶越公園站前
- 東日本銀行（日语：東日本銀行）戶越支店
- 清爽信用金庫（日语：さわやか信用金庫）戶越公園支店

### 交通
- 橫須賀線、湘南新宿線西大井站 - 步行12分左右
- 都營淺草線戶越站 - 步行13分左右
- 東急大井町線下神明站 - 步行11分左右
- 東急池上線戶越銀座站 - 步行15分左右
- 四間通
- 巴士站「戶越三丁目」（東急巴士） - 步行9分左右[9]
  - 反01系統[9]：往五反田站[9]、往川崎站西口北[9]
  - 反02系統[9]：往五反田站[9]、往池上警察署（日语：池上警察署）[9]

### 神社佛閣
- 戶越八幡神社（日语：戸越八幡神社）
- 下神明天祖神社（日语：下神明天祖神社）
- 行慶寺（日语：行慶寺）
- 大東山還來寺
- 大原不動尊

### 企業
- SMK（日语：SMK (企業)）本社

### 商店
- 戶越公園商店街：與「戶越公園中央商店街」、「戶越公園站前南口商店街」連接[10]。TBS電視劇《Stand UP!!》 舞台。
- OZEKI（日语：オオゼキ）戶越公園店
- OK STORE （页面存档备份，存于）戶越店
- TSURUHA藥局（日语：ツルハ）戶越公園店

## 交通立體化計畫
戶越公園站正在規畫交通立體化，將可消除車站附近的六座平交道。

## 相鄰車站
東急電鐵
 大井町線
■急行
通過
□各站停車（通過二子新地、高津）、■各站停車（停靠二子新地、高津）
下神明（OM02）－戶越公園（OM03）－中延（OM04）

## 延伸閱讀
- 宮田道一. . JTBパブリッシング. 2008-09-01. ISBN 9784533071669.

## 外部連結
- 戶越公園（各站資訊） - 東急電鐵